# BBM (Künstlergruppe)

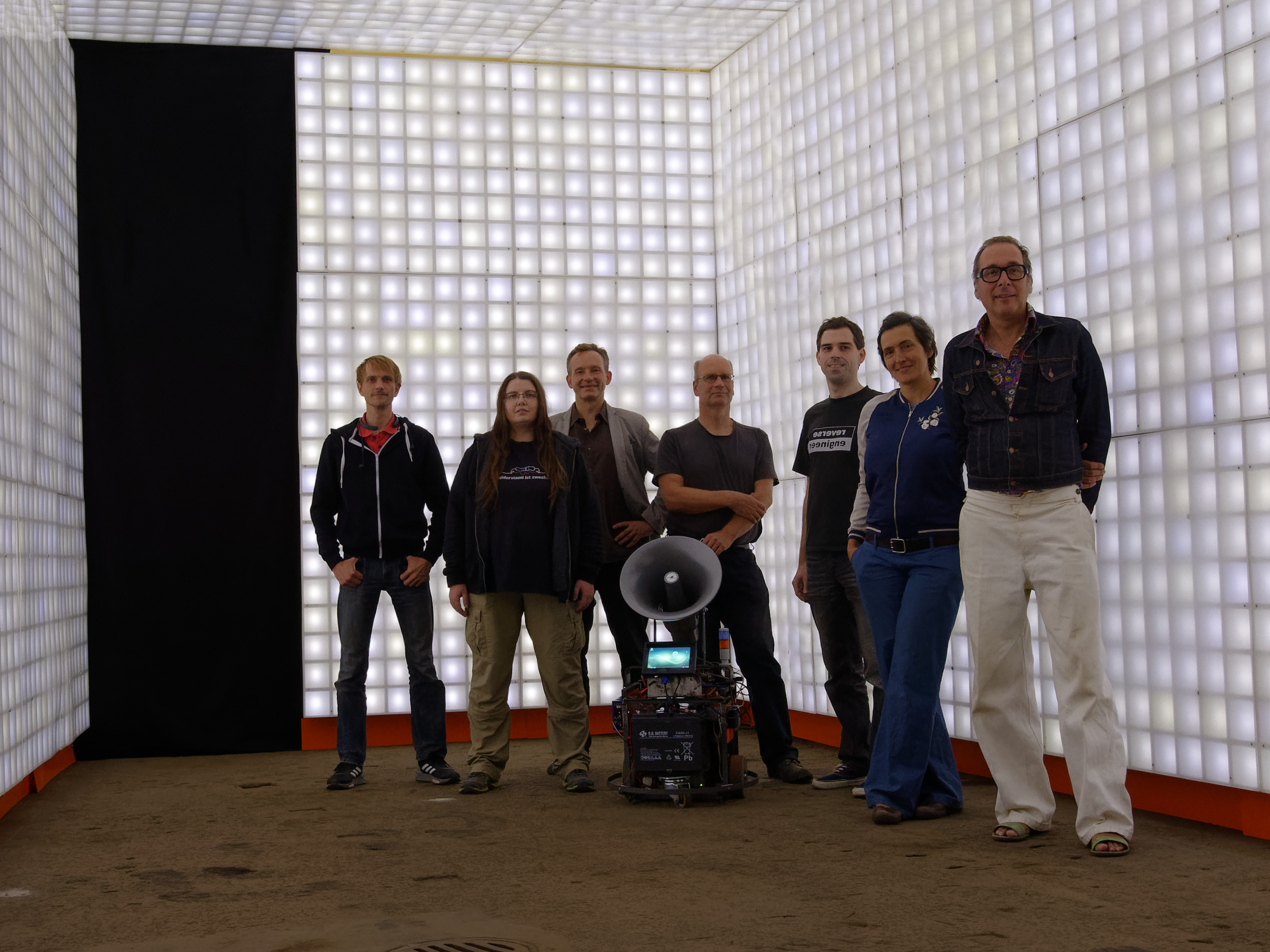
BBM, Beobachter der Bediener von Maschinen (Gruppenbild 2018). v. r. n. l.: Olaf Arndt, Janneke Schönenbach, Stefan Schürmans, Lars Vaupel, Lillevan, Julia Eisenberg, Stephan Kambor-Wiesenberg

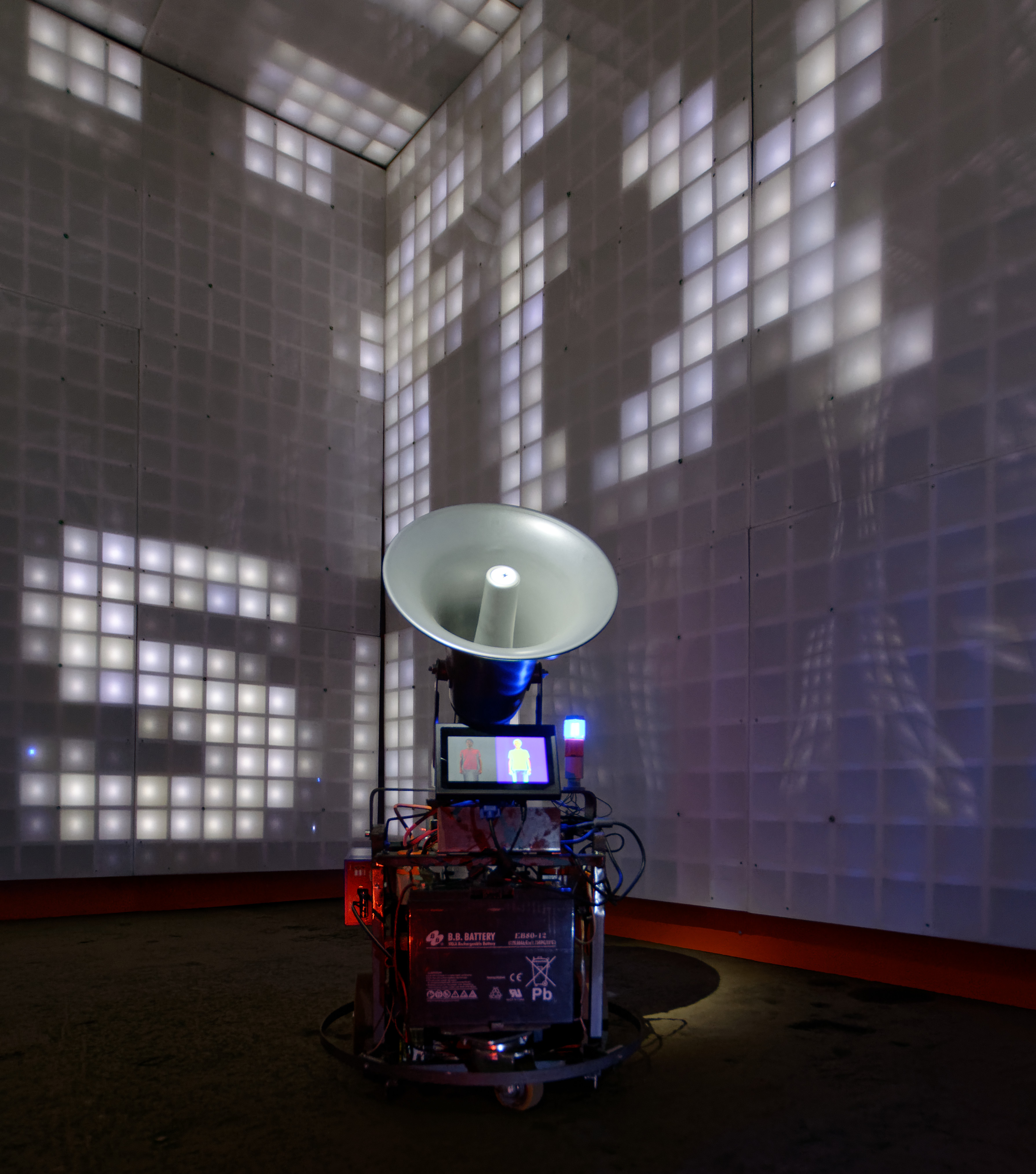
EPKOT 2018: Experimental Prototype Killers of Tomorrow, Koproduktion mit der Kunsthalle Mannheim.

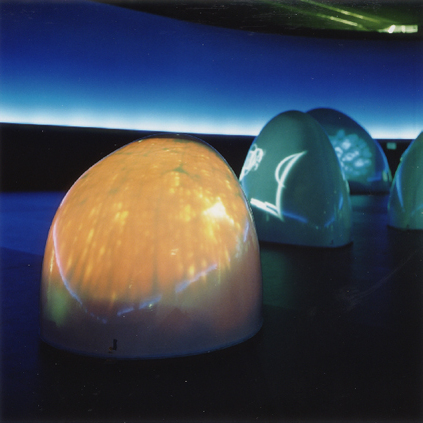
Schwarm-Roboter mit Videoprojektion aus dem Inneren der Maschine auf GFK-Haube. Teilansicht der Installation mit 72 Robotern von BBM im Themenpark „Wissen“ auf der Expo 2000

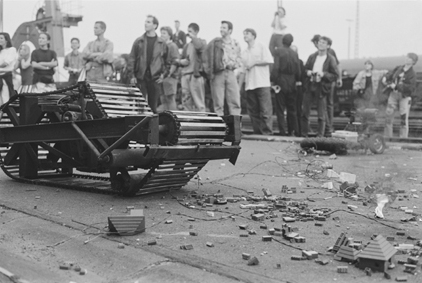
BBM-Panzer überrollt LEGO-Stadt bei „I.a.C.E.“, documentaIX—Stadtprogramm, Kassel

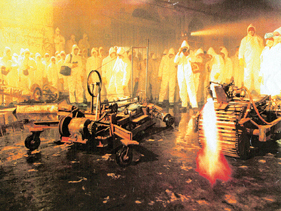
BBM-Performance „Blei!“ auf dem Festival „Lust auf Hölle“ in Freiburg i. Br.

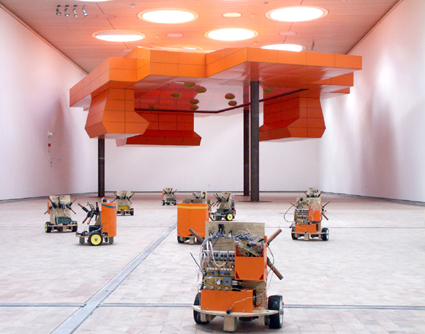
Installation „nanobots“ im Museum Trapholt Kolding, Dänemark

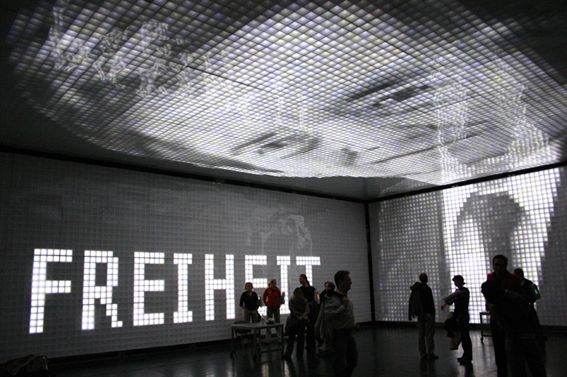
Pixel-Wand mit 20.000 Led auf 400 m², BBM-Projekt „TROIA“

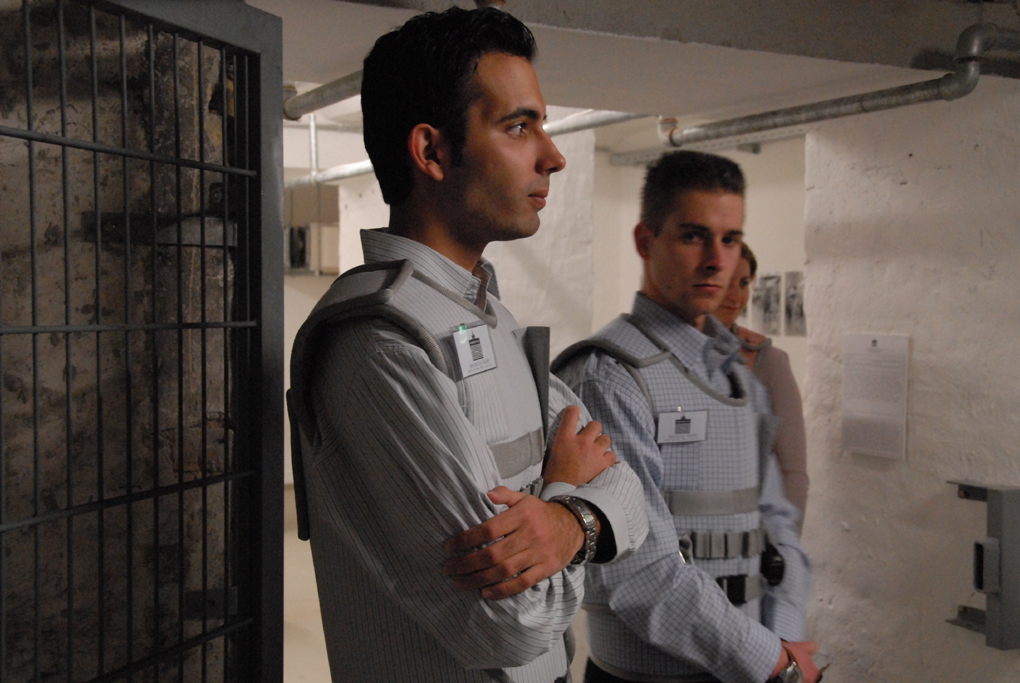
Wachdienstpersonal beim BBM-Projekt „Embedded Art“

BBM (Beobachter der Bediener von Maschinen) ist ein Künstler- und Kuratoren-Kollektiv. BBM wurde 1989 in Berlin von Olaf Arndt, Titus Kockel und CFN Werner (20. April 1965 – 20. April 2018) gegründet. Seit 2011 betreibt BBM als gemeinnütziger Verein einen denkmalgeschützten Hof an der Elbe in der Westprignitz als „subversiven Think Tank“.

## Geschichte
Die erste Ausstellung interaktiver Objekte wurde 1989 durch Karsten Rodemann in der Produzenten-Galerie „Paranorm“ in der Berliner Lützowstraße realisiert. Seitdem bestimmen vornehmlich Live-Shows und Aktionen, die anfangs der Tradition „autodestruktiver Kunst“ verpflichtet waren (siehe Gustav Metzger), die Arbeit der Gruppe.
BBM verstehen sich als personell offene Forschungs-Plattform an der Schnittstelle zwischen Kunst, Wissenschaft und Technik. Sie betreiben seit 1997 ein eigenes, 800 m² großes Labor für kinetische und mediale Experimente in Hannover.
Ihr bislang bekanntestes Projekt ist der Themenpark „Wissen“ auf der Expo 2000, ein Schwarm-Experiment mit 72 Robotern, das bis heute als größter gelungener Versuch in „collective roboting“ gilt und von 1,2 Millionen Besuchern gesehen wurde.
2003 bis 2006 leiteten BBM das EU Kultur 2000 Projekt TROIA (Temporary Residence of Intelligent Agents) über „Technologien politischer Kontrolle“ und neue Methoden der Beherrschung von Unruhen im öffentlichen Raum.
Im Jahr 2009 kuratierten BBM gemeinsam mit Cecilia Wee, London und Moritz von Rappard das Projekt Embedded Art in der Akademie der Künste am Pariser Platz, Berlin, an dem über 50 Künstler teilnahmen. Alle gezeigten Kunstwerke sind Auftragsarbeiten und behandeln kritisch die Themen Sicherheit und Kontrolle, die staatlichen Reaktionen auf die „neuen Gefahren“ durch „internationalen Terrorismus“, sowie die daraus resultierenden gesellschaftlichen Veränderungen.
Ferner präsentierten BBM im Rahmen von Embedded Art die New Yorker Show „aesthetics of terror“, die im Herbst 2008 aus politischen Gründen abgesagt wurde.

## Inhalte
BBM beschäftigen sich mit der Zurichtung des Menschen durch technische, ideologische und architektonische Maßnahmen. In stets komplexen Inszenierungen im öffentlichen Raum setzen sie Roboter, selbst entwickelte optische Kontrollsysteme und nicht-tödliche Waffen wie Schaum, Strom, Schockwellen, Hitzestrahlen, Maldorants, Flash-Bangs, gepulstes Licht, weiche Projektile und andere, psychologisch effektive, aber weniger gefährliche Wirkmittel ein. Ihre Projekte ähneln eher Straßenschlachten als Ausstellungen. „Crowd control“ und der Konflikt zwischen systemoppositioneller und staatlicher Gewalt sind durchgehend wichtige Themen der Gruppe.
Seit 2003 sind sie in eine ästhetisch subtilere, mehr auf Recherche und Aufklärung ausgerichtete Phase ihrer Entwicklung eingetreten. Sie untersuchen den Einsatz der Wissenschaften im Kampf gegen den Terror sowie den Nutzen von Hochtechnologie zur Pazifizierung der Bevölkerung bei Konflikten in demokratischen Staaten.

## Aktuelles
Seit 2016 befindet sich am Standort Unbesandten ein Archiv mit Präsenzbibliothek zu den Themen Kultur, Natur, Politik und Regionalgeschichte, das öffentlich zugänglich ist. Bis zum 11. September 2016 ist eine Ausstellung mit dem Titel „Krake vs. Kapital“ zu sehen.

## Veröffentlichungen
Bücher
- 1989: Maschinen. Hannover.
- 1990: Bulldozer. Hannover.
- 1992: Das Unternehmen. Berlin.
- 1994: Dieser Wahnsinn muss ein Ende haben. Berlin.
- 1995: Einübungen in den Ausnahmezustand. Worpswede.
- 2000: Das Modell einer neuen Gesellschaftsordnung. Hannover.
- 2001: Spiel ohne Ball. Postheroische Fußballtheorie für Kunstfreunde. Hannover.
- 2009: Embedded Art. Katalog (in englischer Sprache) mit 2 DVDs. Berlin.

Weitere Veröffentlichungen
- 1994: camera silens. Karlsruhe, Hamburg.
- 1995: Buna 4. Hannover, Hamburg.
- 1996: Passage. Berlin.
- 1997: Der Gläserne Block 1: Giftschrank. Berlin.
- 2000: Hyperorganismen. mit CD-ROM. Hannover.
- 2005: TROIA, Technologien politischer Kontrolle. München.
- 2005: Demonen, Zur Mythologie der Inneren Sicherheit. Hamburg.
- 2009: Schmerzmaschinen/Über den Umgang mit gefährlichen Hunden. Die Aktion 215, Hamburg.

## Videos und CDs
- 1999: Super! 9+1 Filme, Die ersten 10 Jahre, Hannover (89 min. PAL-VHS)
- 2000: swarm machines, Audio-/Video-CD, Karlsruhe
- 2001: sophisticated building by blind bulldozing, Video-CD mit Zeitblom, Berlin; 45 min. Musik plus zwei Filme (15 min)
- 2005: Demonen, Nicht-letale Strategien, Hörspiel-CD mit Booklet, Radio Bremen
- 2007: DVD BBM „Super 9+1“ 1989–1994
- DVD Armpod-Recordings, mit Material von der TROIA-Osteuropa Tournee (Vilnius, Prag, Maribor) und aus dem Phaeno Wolfsburg

## Performances
1989
- Lärmerzeugende elektromechanische Automaten, Galerie Paranorm, Berlin
- Corrida, BAD, Hannover

1990
- Flottenparade, Kieler Woche, Kiel
- Die Verbesserung von Mitteleuropa, Maschinenperformance, HfGBk Leipzig
- Im Grunde sind wir Zeichen, für inspiration, Messegelände, Hannover
- Bulldozer, BAD, Hannover

1991
- Blei!, Theaterfestival „Lust auf Hölle“, Freiburg i. Br.
- Sozioaromatherapie, Düsseldorf
- Die Revolution fängt immer unten an, U-Bahn Hannover

1992
- United Colors, mit Rob Moonen, „Projekt 100 Jahre“ der IG Metall, Frankfurt a. M., Stuttgart, Berlin
- Operation Starker Arm, Frankfurt a. M.
- Interactive Communication Experiment (I.a.C.E.), documenta IX—Stadtprogramm, Kassel
- Dieser Wahnsinn muss ein Ende haben, Kunstverein Hannover
- Wirklichkeitsmaschinen, Pelikan-Werke Hannover

1993
- Achse Solitude -Stammheim, mit Rob Moonen, Akademie Schloß Solitude, Stuttgart, folgend: Plakatierungsaktionen in 12 Städten in BRD, NL & DK
- Sicherheit, mit Rob Moonen, Fontanelle/Virus, Potsdam

1994
- Einübungen in den Ausnahmezustand, ZKM Medienmuseum Karlsruhe; Halle/Saale; Kunstverein Leipzig, 3. Oktober-Feier, Städtische Galerie Buntentor Bremen
- camera silens, mit Rob Moonen; mit Theaterstück Stille Abteilung, Regie: Hans-Werner Kroesinger, Zentrum für Kunst und Medien, Medienmuseum ZKM Karlsruhe

1995
- Buna 4, Festspielhaus Hellerau, Dresden

1996
- deep storage, Haus der Kunst München
- V7 oder Die ganze Kunst der Verdichtung, Frankfurt a. M., Köln, Berlin, Stuttgart, Essen, Hamburg & München
- Telekill, Mediensalon im Marstall, München
- Vorschläge für eine finale Technik der Kultur, Welt am Draht, Hannover

1997
- Das künstlerisch Gewollte zum wirtschaftlich Notwendigen in ein vernünftiges Verhältnis setzen, 7 Performances für die BBK-Bildhauerwerkstätten, Berlin
- Deutschlandbilder, Martin Gropius Bau Berlin

1998–2000
- Themenpark „Wissen“ der Expo 2000 Hannover (Entwurf, Planung, Prototypenbau, Programmierung und Medienproduktion)

1999
- Tage der kollektiven Intelligenz: 1. Tag: Der Schwarm mit Hendrik Dorgathen (Animationen) + Marc Weiser (Musik)
- 2. Tag: sophisticated building by blind bulldozing, BBM vs. RechenZentrum
- BBM intelligence, EMAF European Media Art Festival, Osnabrück
- Kraftwerk und Kathedrale, Galerie Aedes East, Hackesche Höfe, Berlin

2000
- sophisticated teaching by blind scratching, mit RechenZentrum, club transmediale / Berlinale Berlin
- Drill, Römer Pelicaeus Museum Hildesheim
- Knowledge Information Communication, Weltausstellung Expo 2000 Hannover
- knowledge/energy, Institut Francais d´Architecture (IFA) / La Villette, Paris

2001
- Morse, Exit Arts, Köln
- I.D.E.A. (Intelligent Devices for Evolutioneering Arts), Lange Nacht der Wissenschaften, Humboldt-Universität, Berlin
- Kick Robot, Kestnergesellschaft Hannover
- DreamGame, Stadion von Dynamo, CCA, Kiev Ukraine

2002
- Een mens die niet spreken wil, Breda/NL

2003
- la gairre de grat-ciels, Exit Festival Créteil/Paris/F
- brazilian flowers, VIA Festival Mons/Maubeuge/B/F
- TROIA Pixelwall, Kongresszentrum CCB Berlin

2004
- Nanobots, Trapholt, Kolding, DK
- Open House, OK Centrum Linz, A

2005
- Zur Vorstellung des Terrors, Kunstwerke Berlin
- Demonen, Theater der Welt Stuttgart; Überseestadt Bremen
- ArmPod-Konzert 3.1–3.4, KISD Galerie, Köln

2006
- Crowd Control, Shows im CAC Vilnius LT, C3 Budapest HU, NoD Prag CZ, Kibla Maribor SI
- Exces, Z33 Hasselt NL

2007
- Privatmaschinen, Phaenomenale, Phaeno Wolfsburg
- mental radio, Theaterperformance, produziert von Moritz von Rappard für Radiovisionen, Tesla Berlin
- Globots, Galerie Gärtnerplatz 5, München

2008
- Kynex, Galeria e Arteve e Kosovoes, Pristina, Kosovo

2009
- Embedded Art, Akademie der Künste, Berlin
- Krise. Einübungen in den Ausnahmezustand, Villa Ichon, Bremen

2010
- Joybots, BMW Welt, München

2011
- exorcising the evil spirits from the Pentagon May 19th 2011, Unbesandten, Brandenburg
- Ausräumen, MAK, Wien

2012
- EPKOT, Experimental Prototype Killers of Tomorrow , Hannover, im Rahmen der Ausstellung JETLAG auf der Hannover Messe

2013
- Der Antrag, oder Das künstlerisch Gewollte durch vernünftige Beschränkung auf das Wesentliche mit dem wirtschaftlich Möglichen in Einklang bringen, Lüneburg, Leuphana-Universität und Dresden, Motorenhalle

2014
- Po.W.E.R: Poseidon Welfare Enhancement and Rescue Service, Hannover, Kraftwerk Herrenhausen (mit Schauspiel Hannover)
- The Application, Kopenhagen, Copenhagen Business School.
- Der Antrag, Dresden, im Rahmen der sichtbetonung 9.2 im zentralwerk.

2015
- Boom Bubble & Blast, Dresden, Motorenhalle
- SUPRAMARKT, Konferenz und 500-seitiges Buch zu den Auswirkungen des Finanzkapitalismus, Unbesandten/Brandenburg

2016
- Krake vs. Kapital, Unbesandten

2017
- Un/Heimat, Unbesandten

2018
- Wilde Welt Wald, Unbesandten/(Gadow (Lanz)/Stavenow), in Kooperation mit Galerie Divan, Stavenow.
- EPKOT 2018, Experimental Prototype Killers of Tomorrow, Kunsthalle Mannheim.